# دارگوچیتسه
دارگوچیتسه (به لهستانی:  Dargocice) یک روستا در لهستان است که در گمینا گوشچینو واقع شده‌است.